# Emad Burnat

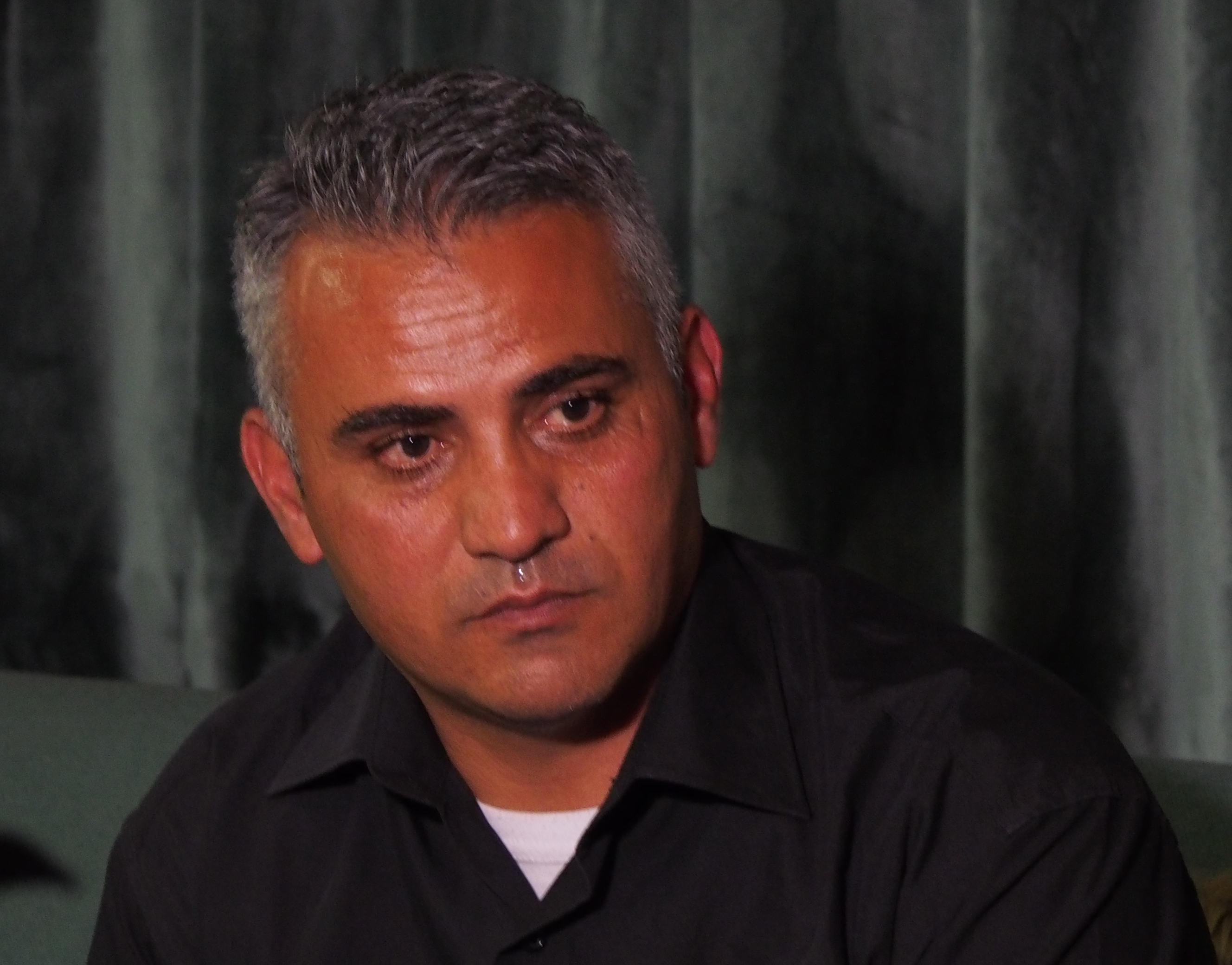
Emad Burnat, 2015

Emad Burnat ist ein palästinensischer Filmregisseur, Kameramann und Filmproduzent, der 2013 für einen Oscar nominiert wurde.

## Leben und Karriere
Emad Burnat begann als Kameramann in dem Dokumentarfilm Keywords von Guy Davidi. Im Jahr darauf arbeitete er mit Davidi an dem Dokumentarfilm 5 Broken Cameras als Produzent, Regisseur und war mitverantwortlich für die Kamera. Für diesen Film erhielten die beiden beim Jerusalem Film Festival den Preis des besten Dokumentarfilms. Er alleine erhielt auf dem Sundance Film Festival den Directing Award in der Kategorie World Cinema - Documentary. Des Weiteren wurde der Film bei der Oscarverleihung 2013 in der Kategorie Bester Dokumentarfilm nominiert. Dabei handelte es sich um die erste Nominierung für einen Palästinenser.
Als Burnat anlässlich seiner Oscarnominierung von der Türkei aus nach Los Angeles flog, kam es bei der Einreise in die USA am Los Angeles International Airport zu einem Zwischenfall, bei dem er und seine Familie nach der Passkontrolle direkt in einen Verhörraum mussten.
Emad Burnat ist verheiratet und hat vier Söhne.